# Eesti tippmodell (mùa 1)
Mùa đầu tiên của Eesti tippmodell được dựa theo America's Next Top Model của Tyra Banks. Các giám khảo cho mùa đầu tiên là Kaja Wunder, Margit Jõgger, Toomas Volkmann và Arne Niit.
Điểm đến quốc tế của mùa này là Luân Đôn dành cho top 5 (Helina, Keiu, Ksenia, Lisann & Triinu).
Người chiến thắng trong cuộc thi là Helina Metsik, 15 tuổi từ Pärnu. Cô giành được: 1 hợp đồng người mẫu với Premier Model Management ở Luân Đôn trong 1 năm và lên ảnh bìa tạp chí Cosmopolitan.

## Các thí sinh
(Tuổi tính từ ngày dự thi)
| Thí sinh                  | Tuổi | Chiều cao               | Quê quán | Bị loại ở | Hạng              |
| ------------------------- | ---- | ----------------------- | -------- | --------- | ----------------- |
| Kerli Sabbal              | 18   | 1,70 m (5 ft 7 in)      | Harju    | Tập 2     | 14                |
| Anne-Lys Kuldmaa-Pärisalu | 22   | 1,75 m (5 ft 9 in)      | Harju    | Tập 3     | 13                |
| Gerli Kai Sosaar          | 19   | 1,79 m (5 ft 10+1⁄2 in) | Pärnu    | Tập 4     | 12–11             |
| Aleksandra Cherdakova     | 20   | 1,73 m (5 ft 8 in)      | Ida-Viru | Tập 4     | 12–11             |
| Anita Tumaš               | 17   | 1,70 m (5 ft 7 in)      | Ida-Viru | Tập 5     | 10                |
| Evelin Orav               | 18   | 1,74 m (5 ft 8+1⁄2 in)  | Viljandi | Tập 6     | 9                 |
| Mari Naujokas             | 16   | 1,75 m (5 ft 9 in)      | Tartu    | Tập 7     | 8                 |
| Ksenia Viksne             | 23   | 1,75 m (5 ft 9 in)      | Harju    | Tập 9     | 7                 |
| Adeline Vaher-Vahter      | 21   | 1,79 m (5 ft 10+1⁄2 in) | Pärnu    | Tập 10    | 6                 |
| Lisann Luik               | 25   | 1,75 m (5 ft 9 in)      | Lääne    | Tập 11    | 5                 |
| Keiu Simm                 | 16   | 1,75 m (5 ft 9 in)      | Ida-Viru | Tập 14    | 4 (dừng cuộc thi) |
| Triinu Lääne              | 21   | 1,75 m (5 ft 9 in)      | Pärnu    | Tập 14    | 3                 |
| Xena Vassiljeva           | 17   | 1,74 m (5 ft 8+1⁄2 in)  | Harju    | Tập 14    | 2                 |
| Helina Metsik             | 15   | 1,77 m (5 ft 9+1⁄2 in)  | Pärnu    | Tập 14    | 1                 |

## Thứ tự gọi tên
| Thứ tự | Tập        | Tập        | Tập              | Tập            | Tập     | Tập          | Tập          | Tập     | Tập    | Tập    | Tập    | Tập |
| Thứ tự | 2          | 3          | 4                | 5              | 6       | 7            | 9            | 10      | 11     | 12     | 14     |     |
| ------ | ---------- | ---------- | ---------------- | -------------- | ------- | ------------ | ------------ | ------- | ------ | ------ | ------ | --- |
| 1      | Xena       | Keiu       | Triinu           | Adeline Ksenia | Helina  | Lisann       | Helina       | Helina  | Xena   | Xena   | Helina |     |
| 2      | Helina     | Aleksandra | Evelin           | Adeline Ksenia | Keiu    | Keiu         | Triinu       | Triinu  | Helina | Keiu   | Xena   |     |
| 3      | Aleksandra | Evelin     | Lisann           | Keiu           | Ksenia  | Triinu       | Keiu         | Keiu    | Keiu   | Helina | Triinu |     |
| 4      | Triinu     | Helina     | Xena             | Mari           | Lisann  | Ksenia       | Adeline Xena | Lisann  | Triinu | Triinu | Keiu   |     |
| 5      | Keiu       | Triinu     | Anita            | Triinu         | Xena    | Helina       | Adeline Xena | Xena    | Lisann |        |        |     |
| 6      | Anita      | Adeline    | Adeline          | Xena           | Adeline | Adeline Xena | Lisann       | Adeline |        |        |        |     |
| 7      | Adeline    | Lisann     | Helina           | Helina         | Mari    | Adeline Xena | Ksenia       |         |        |        |        |     |
| 8      | Evelin     | Xena       | Ksenia           | Lisann         | Triinu  | Mari         |              |         |        |        |        |     |
| 9      | Gerli      | Gerli      | Mari             | Evelin         | Evelin  |              |              |         |        |        |        |     |
| 10     | Ksenia     | Ksenia     | Keiu             | Anita          |         |              |              |         |        |        |        |     |
| 11     | Mari       | Anita      | Aleksandra Gerli |                |         |              |              |         |        |        |        |     |
| 12     | Lisann     | Mari       | Aleksandra Gerli |                |         |              |              |         |        |        |        |     |
| 13     | Anne-Lys   | Anne-Lys   |                  |                |         |              |              |         |        |        |        |     |
| 14     | Kerli      |            |                  |                |         |              |              |         |        |        |        |     |

     Thí sinh bị loại
     Thí sinh dừng cuộc thi
     Thí sinh được miễn loại
     Thí sinh không bị loại khi rơi vào cuối bảng
     Thí sinh chiến thắng cuộc thi
- Tập 1 là tập casting.
- Trong tập 4, Aleksandra & Gerli rơi vào cuối bảng và cả hai đều bị loại khỏi cuộc thi.
- Trong tập 5, Adeline & Ksenia đều được gọi đầu tiên.
- Trong tập 7, Mari đã bị loại trước khi thứ tự gọi tên. Mặc dù Adeline & Xena có những bức ảnh tệ nhất tuần nhưng Kaja đã quyết định không loại ai hết. Thay vào đó, họ sẽ không được đi tới Luân Đôn của tập sau như một hình phạt.
- Trong tập 8, không có buổi chụp ảnh hoặc loại trừ mà chỉ có casting cho London Fashion Week diễn ra vào tuần đó.
- Trong tập 9, Adeline & Xena được miễn loại vì hình phạt của họ. Việc loại trừ của tập đó dựa trên buổi chụp ảnh mà năm cô gái khác đã có ở Luân Đôn.
- Tập 13 là tập ghi lại khoảnh khắc từ đầu cuộc thi.
- Trong tập 14, Keiu dừng cuộc thi vì lí do cá nhân nên Triinu được quay lại cuộc thi.

### Buổi chụp hình
- Tập 1: Ảnh mở đầu chương trình (casting)
- Tập 2: Đồ lót trong bể bơi kem Balbiino
- Tập 3: Tạo dáng với thức ăn
- Tập 4: Lơ lửng ở thang cuốn trong váy dạ hội
- Tập 5: Ngôi sao nhạc rock theo cặp
- Tập 6: Ảnh cô dâu với ca sĩ Tanel Padar
- Tập 7: Tạo dáng dưới nước
- Tập 9: Đốt nhà bằng xăng
- Tập 10: Pin-Up; Ảnh quảng cáo cho khu mua sắm Kristiine Centre
- Tập 11: Tạo dáng với xe; Trang biên tập cho tạp chí Cosmopolitan; Ảnh biểu cảm trắng đen
- Tập 12: Ảnh quảng cáo cho trang sức Tanel Veenre
- Tập 14: Ảnh chuyển động: Đam mê về thời trang